# Annelies Štrba
Annelies Štrba, née le 7 octobre 1947 à Zoug, est une artiste suisse qui travaille dans la photographie et dans l’art vidéo. Elle pratique l’installation (art), le cinéma expérimental ainsi que l’art numérique et le  photomontage digital.

## Biographie
Annelies Štrba est née en 1947 à Zoug,.
Elle vit maintenant à Richterswil et à Ascona. Beaucoup voyagé pour son travail, elle a passé du temps en Japon, en Pologne, en Écosse, à Paris et en Angleterre. En 1971, 1972 et 1972, elle a reçu la bourse fédérale des arts appliqués . Ses expositions ont lieu principalement en Europe, en Suisse, en Allemagne, en Italie, en Autriche et en France et également aux États-Unis. Ses principaux sujets pour ces photographies et vidéo stills sont des photos de ses filles et petits-enfants, des images et paysages fantastiques avec des filles et des femmes, des femmes qui dorment, des villes et des maisons.
- 1971-73 bourses fédérales des arts appliqués (Eidg. Stipendium für angewandte Kunst) [5]
- 1984-85 voyages en Sibérie, Pologne
- 1991 séjour dans un atelier à El Cabrito, La Gomera sur les îles Canaries
- 1994 voyage au Japon
- 1995 voyages au Japon et en Angleterre
- 1996 séjour dans un atelier de la Zuger Kulturstiftung Landis & Gyr à Londres, voyages en Angleterre, Écosse et Irlande (pays)
- 1997 séjour dans un atelier à Paris (Cité des arts)
- 1998-99 voyages à New York et Angleterre [5]

## Principales expositions personnelles
| 2015 - Galerie Anton Meier, Genf: Madonna - Galerie Semina Rerum, Zürich: Buchvernissage Noonday 2014 - Galerie Walter Keller: Fotoleinwände/Unikate 1976–1994 - Grafische Sammlung der ETH Zürich: Madonnen 2013 - Kunsthaus Zug Shades of Time - Galerie Eigen und Art, Leipzig: My live dreams - Galerie Anton Meier Wassilissa 2012 - Galerie Anton Meier, Genf: Summerending, Collaboration Adrian Schiess / Annelies Strba 2011 - Museum Langmatt, Baden (avec Adrian Schiess) - My Lifes Dreams, Frith Street Gallery, Londres 2010 - Galerie Jason McCoy New York - Ferme-Asile, Sitten 2009 - my life dreams: Annelies Štrba, Kindermuseum Burg Wissem, Troisdorf - Kunst(Zeug)Haus (de) Rapperswil | 2008 - Brontë Parsonage Museum, Haworth - Douglas Hyde Gallery, Dublin 2007 - Jason McCoy Inc., New York 2006 - Frameprojects, Vienne - Konrad-Adenauer-Stiftung, Berlin - Kunstverein Ulm - Museum Chasa Jaura, Valchava 2005 - „Annelies Strba“ Galerie Rudolfinum, Prague 2004 - Musée municipal de La Haye 2003 - Shades of Time, La Filature, Mulhouse (avec Claude Batho, Léa Crespi) - NYIMA, Autostadt Volkswagen, Wolfsburg - NYIMA, Helmhaus Zürich | 2002 - New York I, Autostadt Volkswagen, Wolfsburg 2001 - Kunsthaus Zug (K) - Paris – New York, Galerie 13 Quai Voltaire, Paris (K) - Shades of Time, Centre national de la photographie, Paris. - Centre pour l’image contemporaine St. Gervais, Genf 2000 - Frith Street Gallery, Londres 1999 - Écoles des beaux-arts, Nantes - Museum of Contemporary Art, Chicago - Tate Gallery, Liverpool 1998 - School of Visual Arts, Milwaukee - Europäisches Fotomuseum Paris - FRAC Basse-Normandie, Caen - Photographer’s Gallery, Londres - Thread Waxing Space, New York | 1997 - Aargauer Kunsthaus, Aarau (K) 1996 - Kunstverein Weimar 1995 - „Photographien“, Staatliche Galerie Moritzburg Halle - Kunsthaus Glarus (mit Bernhard Schobinger) - Museum Moritzburg 1994 - Josef-Albers-Museum, Bottrop - Mythos Leben (mit Jörg Herold), Kloster Unser Lieben Frauen, Magdeburg (K) 1992 - Galerie Eigen + Art, Berlin (K) 1991 - Friedrichshof, Zurndorf bei Wien - Centre d’art contemporain, Martigny 1990 - Aschewiese, Kunsthalle Zürich (K) |

### Collections
| Deutschland - Hamburger Kunsthalle - Sammlung HVB Group München France - Centre Georges-Pompidou, Paris - FRAC Basse-Normandie, Caen - Centre national des arts plastiques, Paris - Collection de la caisse des dépôts et consignations, Paris - Fondation NSM VIE, Paris - Maison européenne de la photographie, Paris - FRAC Champagne-Ardenne, Reims - FRAC Haute-Normandie, Sotteville-lès-Rouen - Collection Première Heure, Saint-Cloud Grande-Bretagne - Celebrity Cruises, Londres - Leeds City Art Gallery - Scottish National Gallery of Modern Art, Édimbourg | Schweiz - Kunsthaus Aarau - Musée de l'Élysée, Lausanne - Musée d'art et d'histoire de Genève, Genève - Sammlung Banque Pictet, Genève - Sammlung Bosshard - Musée des beaux-arts de Berne - Fotomuseum Winterthur - Kunsthaus Zug - Kunsthaus de Zurich - Musée national suisse, Zürich - Musée des beaux-arts de La Chaux-de-Fonds - Zürcher Kantonalbank, ZKB Private Banking, Zürich USA - Weisman Foundation, Los Angeles |

#### Livres d’art
- Aschewiese. Text: Bernhard Bürgi, Georg Kohler. Edition Howeg, Zürich, 1990  (ISBN 3-85736-094-1).
- Ware iri ware ni iru. Text: Roman Kurzmeyer. Galerie Meile, Luzern, 1994  (ISBN 3-906134-03-2).
- Shades of Time. Text: Ilma Rakusa. Müller, Baden/Schweiz, 1997  (ISBN 3-907044-35-5),
- Aya. Scalo, Zürich, Berlin, New York, 2002  (ISBN 3-908247-57-8).
- Nyima. Text: Simon Maurer. Christoph Merian, Basel, 2003  (ISBN 3-85616-205-4).
- Frances und die Elfen. Text: Ralf Christofori. Arnold, Stuttgart, 2005  (ISBN 3-89790-020-3).
- My Life's Dreams, Text: John Hutchinson, Ildegarda Scheidegger. Arnoldsche Art Publishers, Stuttgart, 2012  (ISBN 978-3-89790-380-7).
- Madonna. Text: Ilma Rakusa. Ed. Galerie Anton Meier, Genf, 2014  (ISBN 978-2-940198-02-3).
- Noonday. Text: Elisa Tamaschke. Lars Müller, Zürich, 2015  (ISBN 978-3-03778-388-7).

#### Catalogues des expositions personnelles
- Annelies Strba. Text: Ralf Bartholomäus. Eigen + Art, Leipzig 1992  (ISBN 3-929294-03-6).
- Bernhard Schobinger – Annelies Strba. Text: Christoph Blase. Galerie Meile, Luzern 1993  (ISBN 3-906134-01-6).
- Mythos Leben – Jörg Herold, Annelies Strba. Text: Uwe-Jens Gellner. Magdeburger Museen und Kloster Unser Lieben Frauen, Magdeburg 1994,  (ISBN 3-930030-05-5).
- Annelies Strba, Aargauer Kunsthaus Aarau, Aarau 1997.
- Annelies Strba. Kunsthaus Zug/Centre pour l'image contemporaine Saint-Gervais, Genf, 2001.
- Annelies Strba 2001. In: The paradise. Text: John Hutchinson. The Douglas Hyde Gallery, Dublin, 2002  (ISBN 0-907660-82-7).
- Annelies Strba 2001. In: Ateliers 1997–2002. Text: Anne Durez. Centre national de la photographie, Paris, 2002  (ISBN 2-86754-129-8).
- Vidéos 1997-2004. Galerie Anton Meier, Genf, 2004.
- My Life Dreams, Galerie Anton Meier, Genf, 2009.
- Frances et les elfes, Ferme-Asile, Sion, 2010.
- Wassilissa, Galerie Anton Meier, Genf, 2013.
- Madones Noires, Galerie Anton Meier, Genf, 2015.